# Corporate Affairs
Corporate Affairs er en amerikansk film fra 1990 af Terence H. Winkless.

## Medvirkende
- Peter Scolari som Simon Tanner
- Mary Crosby som Jessica Pierce
- Richard Herd som Cyrus Kinkaid
- Ken Kercheval som Arthur Strickland
- Chris Lemmon som Doug Franco
- Lisa Moncure som Carolyn Bean
- Charlie Stratton som Peter McNally
- Kim Gillingham som Ginny Malmquist
- Frank Roman som Buster Santana